# Обюэ, Эдгар
Эдгар Линденау Обюэ (дат. Edgar Lindenau Aabye; 1 сентября 1865, Хельсингёр — 30 апреля 1941, Копенгаген) — датский перетягиватель каната, чемпион летних Олимпийских игр 1900.
На Играх Обюэ стал обладателем золотой медали после того, как его команда заняла первое место, обыграв в единственной встрече французов.